# VFF Cup 2011
VFF Eximbank Cup 2011 là mùa giải bóng đá giao hữu quốc tế thứ 8 của giải VFF Cup được tổ chức tại Việt Nam diễn ra từ ngày 19 tháng 10 đến ngày 23 tháng 10 năm 2011.

## Địa điểm thi đấu
| Hà Nội                                        |
| --------------------------------------------- |
| Sân vận động Quốc gia Mỹ Đình                 |
| 21°1′14″B 105°45′49,7″Đ / 21,02056°B 105,75°Đ |
| Sức chứa: 40.000                              |
|                                               |

## Kết quả
| Đội        | Pld | W | D | L | GF | GA | GD | Pts |
| ---------- | --- | - | - | - | -- | -- | -- | --- |
| Uzbekistan | 3   | 2 | 1 | 0 | 6  | 3  | +3 | 7   |
| Việt Nam   | 3   | 1 | 2 | 0 | 7  | 2  | +5 | 5   |
| Malaysia   | 3   | 1 | 1 | 1 | 4  | 5  | −1 | 4   |
| Myanmar    | 3   | 0 | 0 | 3 | 2  | 9  | −7 | 0   |

| Uzbekistan                                        | 3 – 1    | Malaysia   |
| ------------------------------------------------- | -------- | ---------- |
| Valijonnov 53' · Khodjiakbarov 76' · Kilichev 83' | Chi tiết | Othman 90' |

| Việt Nam                                                                         | 5 – 0    | Myanmar |
| -------------------------------------------------------------------------------- | -------- | ------- |
| Lê Hoàng Thiên 33', 38' · Chu Ngọc Anh 45+3' (ph.đ.) · Phạm Thành Lương 48', 89' | Chi tiết |         |

| Malaysia                 | 2 – 1    | Myanmar        |
| ------------------------ | -------- | -------------- |
| Azwari 54' · Baddrol 83' | Chi tiết | Kyaw Ko Ko 38' |

| Uzbekistan       | 1 – 1    | Việt Nam             |
| ---------------- | -------- | -------------------- |
| Smolyachenko 54' | Chi tiết | Nguyễn Văn Quyết 57' |

| Myanmar         | 1 – 2    | Uzbekistan                         |
| --------------- | -------- | ---------------------------------- |
| Min Min Tun 36' | Chi tiết | Shagulyamov 12' · Smolyachenko 16' |

| Việt Nam               | 1 – 1    | Malaysia    |
| ---------------------- | -------- | ----------- |
| Nguyễn Trọng Hoàng 26' | Chi tiết | Baddrol 43' |

## Những cầu thủ ghi bàn
2 bàn thắng
- Baddrol Bakhtiar
- Pavel Smolyachenko
- Lê Hoàng Thiên
- Phạm Thành Lương

1 bàn thắng
| - Mohd Fandi Othman - Syahrul Azwari Ibrahim - Kyaw Ko Ko - Min Min Tun | - Otabek Valijonnov - Abdukakhor Khodjiakbarov - Oybek Kilichev - Alisher Shagulyamov | - Chu Ngọc Anh - Nguyễn Văn Quyết - Nguyễn Trọng Hoàng |